# Колокол (газета)
«Ко́локол» (рос. Колокол — дзвін) — перша російська революційна газета, що її видавали в Лондоні Олександр Герцен і Микола Огарьов (1857—1867). Від 22 червня 1857 до 1 квітня 1865 виходила в Лондоні (Велика Британія), а потім — до 1 липня 1867 — у Женеві (Швейцарія). На території Російської імперії примірники газети доставлялися підпільно і так само підпільно розповсюджувалися в різних її регіонах, у тому числі й на українських землях. Всього було надруковано 245 номерів. Спочатку газета була додатком до журналу «Полярная звезда», від 1 січня 1862 перетворилася на самостійне видання.

## Автори
Із 2 тис. публікацій 1,2 тис. належить перу Олександра Герцена і близько 100 — Миколи Огарьова. На її сторінках друкувалися також статті Михайла Бакуніна, Миколи Добролюбова, Івана Тургенєва, М. Серно-Соловйовича, І. Аксакова, Л. Мечникова, Миколи Костомарова, Андрія Потебні, Агапія Гончаренка, В.-М. Гюго, Джузеппе Гарібальді, Ж. Мішле, П.-Ж. Прудона і багатьох ін. діячів, яких об'єднувала спільна боротьба проти деспотизму і придушення царизмом будь-яких виявів демократії, свободи слова та особи тощо. На різних етапах свого існування газета приділяла головну увагу питанню ліквідації кріпацтва в Російській імперії.

## Періодизація
В історії газети дослідники виділяють 3 періоди:
1. Перший період (1857–1861). Впродовж цього періоду основна частина публікацій у газеті була присвячена становищу селянства, висвітленню антипоміщицьких повстань, закликам до скасування кріпацтва.
2. Другий період (1864–1864). Впродовж цього періоду основне місце поміж публікацій займали матеріали про негативні наслідки селянської реформи 1861 для самих селян. Олександр Герцен та М. Огарьов були впевнені, що в Росії відбудеться масове селянське повстання, і, щоб підготувати його на належному рівні, вони закликали молодь йти «в народ». Під впливом цих матеріалів на початку 1861 було створено таємне революційне товариство «Земля і воля», його відозви й прокламації постійно публікувалися на шпальтах газети.
3. Третій період (1864–1867). Це період занепаду. В Російській імперії на цей час так і не відбулося масового селянського виступу, натомість російські війська придушили польське повстання 1863—1864, припинило своє існування товариство «Земля і воля», поміж читачів газети стався розкол: одні з них вважали видання занадто радикальним, інші — недостатньо революційним. На початку другого півріччя 1867 року часопис оголосив про припинення виходу у світ.